# Rua General Cristóvão Barcelos
A rua General Cristóvão Barcelos é uma rua do bairro de Laranjeiras, na Zona Sul do Rio de Janeiro. Junto com a  Rua General Glicério, a Rua Professor Ortiz Monteiro e outras, compõe uma área habitualmente conhecida como  General Glicério.

## História da Cristóvão Barcelos

### Origens e nomes
O desenvolvimento da Rua General Cristóvão Barcelos deu-se em conjunto com suas irmãs siamesas, as ruas  General Glicério e Professor Ortiz Monteiro.
Dando início a uma nova fase no desenvolvimento do bairro de Laranjeiras, na rua que hoje chama-se  General Glicério localizava-se a Companhia de Fiações e Tecidos Aliança, maior fábrica de tecidos do Brasil no fim do séc. XIX. Com o fim da fábrica, em 1938, o terreno antes por ela ocupado passou a receber um conjunto de edifícios de apartamentos, erguido pelo seu último dono, o industrial Severino Pereira da Silva. Nas áreas próximas, novos empreendimentos também surgiram.   . 
O nome da rua é homenagem ao general Cristóvão Barcelos, nomeado chefe do Estado-Maior do Exército em 1944, época em que o Brasil lutava a Segunda Guerra Mundial na Europa, ao lado dos Aliados.  

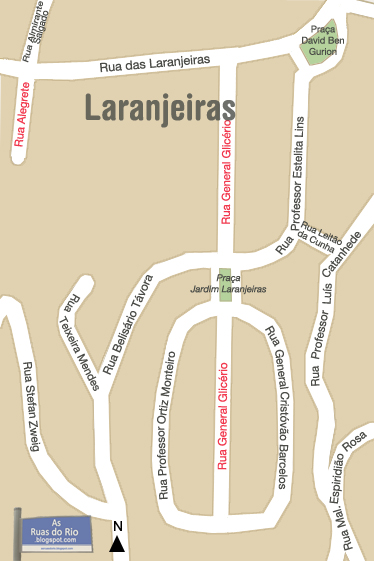
Mapa da Gal. Glicério e arredores, publicado por Paulo Bastos, do blog As Ruas do Rio.

### Acontecimentos marcantes

#### A tragédia de 1967
A rua Belisário Távora, por sua íngreme geografia, foi partícipe de uma das principais tragédias das vizinhas Cristóvão Barcelos e  Gal. Glicério, que vitimou, entre muitas dezenas de pessoas, o jornalista e escritor Paulo Rodrigues, no dia 19 de fevereiro de 1967 . Paulo, morador da General Cristóvão Barcelos, era irmão de Nelson Rodrigues e Mário Filho, e morreu em virtude do deslizamento de terra que tombou um palacete em final de construção sobre o prédio em que residia . Além do prédio de Paulo, o edifício vizinho foi também derrubado, fazendo com que o número de vítimas do deslizamento fosse considerável. O relato do episódio encontra-se primorosamente descrito em uma das crônicas de Nelson, posteriormente reunida com outras no livro A Menina sem Estrela:
"[...] Na rua Cristóvão Barcelos, Paulo Roberto preferia Jonhny Halliday (o cantor era a morte), preferia Johnny Halliday ao cinema. E, então, a pedra se desprende. Ia levar, de roldão, uma casa, o edifício seguinte e, por fim, o de Paulinho. [...]
Eu, Lúcia, meus filhos Joffre e Nelsinho, meus irmãos Augusto, Helena, Stella varamos a noite, de hospital em hispital. No Souza Aguiar, nada. De O Globo vieram Carlos Tavares, Menezes, Ricardo Serran, Carlos Alberto. Meu primo Augusto Rodrigues e meu cunhado Francisco Torturra foram para a General Glicério; e, lá, fizeram uma vigília de lama, pedra e vento. Eu só pensava em Paulinho, eis a verdade, só pensava em Paulinho. Ao meu lado, Mário Júlio Rodrigues só pensava em Paulinho (e os primeiros corpos vinham esculpidos em lama) [...]" 
A extensão da tragédia, que ceifou a vida de mais de cem pessoas, pode ser sentida no seguinte relato do Prof. Milton de Mendonça Teixeira:
"[...] Semanas depois, na noite de 21<sic> de fevereiro de 1967, depois de um período de fortes chuvas e enchentes, os moradores de Laranjeiras foram despertados por tremendo estrondo, correndo pouco depois, os rumores de ter sido provocado por um deslizamento devido ao deslocamento de enorme pedra de um dos morros de acesso à residência do Sr. Heládio Coimbra Bueno, na Rua Belisário Távora, que foi rolando, levando os escombros dessa, e destruindo dois outros grandes prédios de apartamentos da Rua Cristóvão Barcelos, na escuridão, em meio a gritos, e gemidos lancinantes.
Cento e vinte e quatro pessoas haviam deixado de existir em poucos segundos, tragadas por toneladas de rochas e detritos!
Foi uma das grandes tragédias dos últimos tempos, levando o luto a quase todos os moradores de Laranjeiras, e a outros bairros por terem sido atingidos parentes e amigos de inúmeras famílias, e não há palavras para descrever o que foram os dias seguintes a essa desgraça: a remoção, durante dias e dias, de cadáveres, assistida por uma multidão ofegante e tresloucada de ansiedade, enquanto a cidade inteira acompanhava o desenrolar dos acontecimentos pelos alto falantes.
No local, depois de executada grande obra de retenção pelo Instituto de Geotécnica, já não existem vestígios da catástrofe, mas quem pode passar por ali sem recordar as angústias daquela noite trágica.
Depois de realizada acurada perícia verificou-se que o desmoronamento ocorrera por ter sido realizado um despejo ilegal de entulho no alto do morro por uma empresa de construção. A defesa dos acusados, usando de artifícios legais e se baseando em detalhes pouco claros do relatório da perícia fizeram que, até hoje, ninguém recebesse indenização alguma pelo sinistro, nem que alguém fosse responsabilizado ou punido pela lei." 
Até hoje, mais de quarenta anos depois, aqueles dias de temporal são lembrados com tristeza pelos moradores da Cristóvão Barcelos, da  General Glicério e por todos os cariocas que os testemunharam.

## Galeria

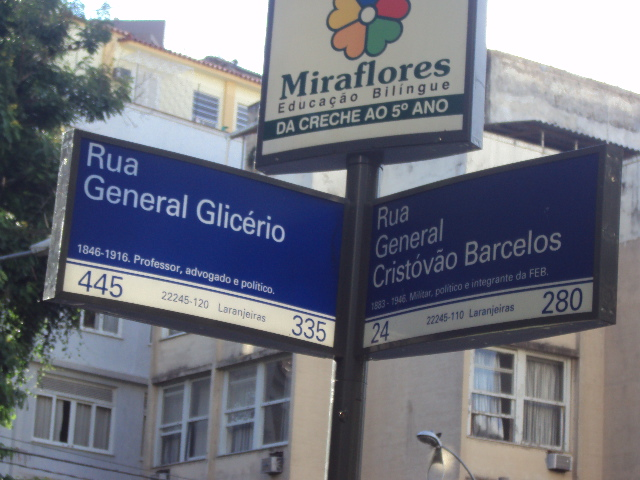
Esquina das ruas General Glicério e General Cristóvão Barcelos